# Microrregión de Paraibuna/Paraitinga
La microrregión de Paraibuna y Paraitinga es una de las microrregiones del estado brasileño de São Paulo, perteneciente a la Mesorregión del Valle del Paraíba Paulista. Su población fue estimada en 2006 por el IBGE en 73.296 habitantes y está dividida en siete municipios, los cuales son bañados por el ríos Paraibuna y el Río Paraitinga, que dan el nombre a la microrregión. Posee un área total de 4.415,513 km².

## Municipios
- Cunha
- Jambeiro
- Lagoinha
- Natividade da Serra
- Paraibuna
- Redenção da Serra
- São Luiz do Paraitinga

- Datos: Q2151984